# NUTS da Bulgária
A Nomenclaturas de Unidades Territoriais para fins Estatísticos NUTS (NUTS) da Bulgária é um sistema estatístico, elaborado pela Eurostat para a União Europeia.
| NUTS 1                            | NUTS 1 | NUTS 2             | NUTS 2 | NUTS 3            | NUTS 3 |
| Divisão                           | Código | Regiões            | Código | Províncias        | Código |
| Norte e Leste da Bulgária         | BG3    | Severozapaden      | BG31   | Vidin             | BG311  |
| Norte e Leste da Bulgária         | BG3    | Severozapaden      | BG31   | Montana           | BG312  |
| Norte e Leste da Bulgária         | BG3    | Severozapaden      | BG31   | Vratsa            | BG313  |
| Norte e Leste da Bulgária         | BG3    | Severozapaden      | BG31   | Pleven            | BG314  |
| Norte e Leste da Bulgária         | BG3    | Severozapaden      | BG31   | Lovech            | BG315  |
| Norte e Leste da Bulgária         | BG3    | Severen tsentralen | BG32   | Veliko Tarnovo    | BG321  |
| Norte e Leste da Bulgária         | BG3    | Severen tsentralen | BG32   | Gabrovo           | BG322  |
| Norte e Leste da Bulgária         | BG3    | Severen tsentralen | BG32   | Ruse              | BG323  |
| Norte e Leste da Bulgária         | BG3    | Severen tsentralen | BG32   | Razgrad           | BG324  |
| Norte e Leste da Bulgária         | BG3    | Severen tsentralen | BG32   | Silistra          | BG325  |
| Norte e Leste da Bulgária         | BG3    | Severoiztochen     | BG33   | Varna             | BG331  |
| Norte e Leste da Bulgária         | BG3    | Severoiztochen     | BG33   | Dobrich           | BG332  |
| Norte e Leste da Bulgária         | BG3    | Severoiztochen     | BG33   | Shumen            | BG333  |
| Norte e Leste da Bulgária         | BG3    | Severoiztochen     | BG33   | Targovishte       | BG334  |
| Norte e Leste da Bulgária         | BG3    | Yugoiztochen       | BG34   | Burgas            | BG341  |
| Norte e Leste da Bulgária         | BG3    | Yugoiztochen       | BG34   | Sliven            | BG342  |
| Norte e Leste da Bulgária         | BG3    | Yugoiztochen       | BG34   | Yambol            | BG343  |
| Norte e Leste da Bulgária         | BG3    | Yugoiztochen       | BG34   | Stara Zagora      | BG344  |
| Sudoeste e Centro-Sul da Bulgária | BG4    | Yugozapaden        | BG41   | Sófia Cidade      | BG411  |
| Sudoeste e Centro-Sul da Bulgária | BG4    | Yugozapaden        | BG41   | Sófia (província) | BG412  |
| Sudoeste e Centro-Sul da Bulgária | BG4    | Yugozapaden        | BG41   | Blagoevgrad       | BG413  |
| Sudoeste e Centro-Sul da Bulgária | BG4    | Yugozapaden        | BG41   | Pernik            | BG414  |
| Sudoeste e Centro-Sul da Bulgária | BG4    | Yugozapaden        | BG41   | Kyustendil        | BG415  |
| Sudoeste e Centro-Sul da Bulgária | BG4    | Yuzhen tsentralen  | BG42   | Plovdiv           | BG421  |
| Sudoeste e Centro-Sul da Bulgária | BG4    | Yuzhen tsentralen  | BG42   | Haskovo           | BG422  |
| Sudoeste e Centro-Sul da Bulgária | BG4    | Yuzhen tsentralen  | BG42   | Pazardzhik        | BG423  |
| Sudoeste e Centro-Sul da Bulgária | BG4    | Yuzhen tsentralen  | BG42   | Smolyan           | BG424  |
| Sudoeste e Centro-Sul da Bulgária | BG4    | Yuzhen tsentralen  | BG42   | Kardzhali         | BG425  |
| --------------------------------- | ------ | ------------------ | ------ | ----------------- | ------ |